# Lobularia arabica
Lobularia arabica là một loài thực vật có hoa trong họ Cải. Loài này được (Boiss.) Muschl. mô tả khoa học đầu tiên năm 1912.